# Robin Casse
Pour les articles homonymes, voir Casse.
Robin Casse, né le 7 juillet 1999 à Mortsel, est un gymnaste acrobatique belge.
Il est le frère du judoka Matthias Casse et du gymnaste Vincent Casse.

## Carrière
Aux Jeux mondiaux de 2017 à Wrocław, il remporte avec Kilian Goffaux la médaille de bronze en duo.
Le duo obtient par la suite l'or à l'exercice statique et deux médailles d'argent à l'exercie dynamique et au concours général.
Il est médaillé d'argent en duo masculin avec Noam Patel ainsi que médaillé d'argent par équipes aux Championnats du monde de gymnastique acrobatique 2021 à Genève.